# Cell Research
Cell Research is een internationaal, aan collegiale toetsing onderworpen wetenschappelijk tijdschrift op het gebied van de celbiologie. De naam wordt in literatuurverwijzingen meestal afgekort tot Cell Res. Het wordt uitgegeven door Nature Publishing Group namens de Chinese Academie van Wetenschappen en verschijnt maandelijks. Het eerste nummer verscheen in 1990.